# Pappel-Dickleibspanner
Der Pappel-Dickleibspanner (Biston strataria) ist ein Schmetterling (Nachtfalter) aus der Familie der Spanner (Geometridae). Die Art wird auch als Pappelspanner bezeichnet.

## Merkmale
Der Pappel-Dickleibspanner erreicht eine Flügelspannweite von 40 bis 55 Millimeter. Die Vorderflügel sind grauweiß und mehr oder weniger schwärzlich bestäubt, wobei die Färbung variabel ist (s. Formen). Das Mittelfeld wird von stark gezackten schwarzen Querlinien begrenzt, an die sich ein breites, rötlichbraunes Querband anschließt. Die Mittelschatten sind oft erloschen und am Vorderrand schwärzlich verdickt. Die Hinterflügel besitzen ein oder zwei Querlinien, welche unterschiedlich stark ausgebildet sein können. Der Saugrüssel der Falter ist stark zurückgebildet.

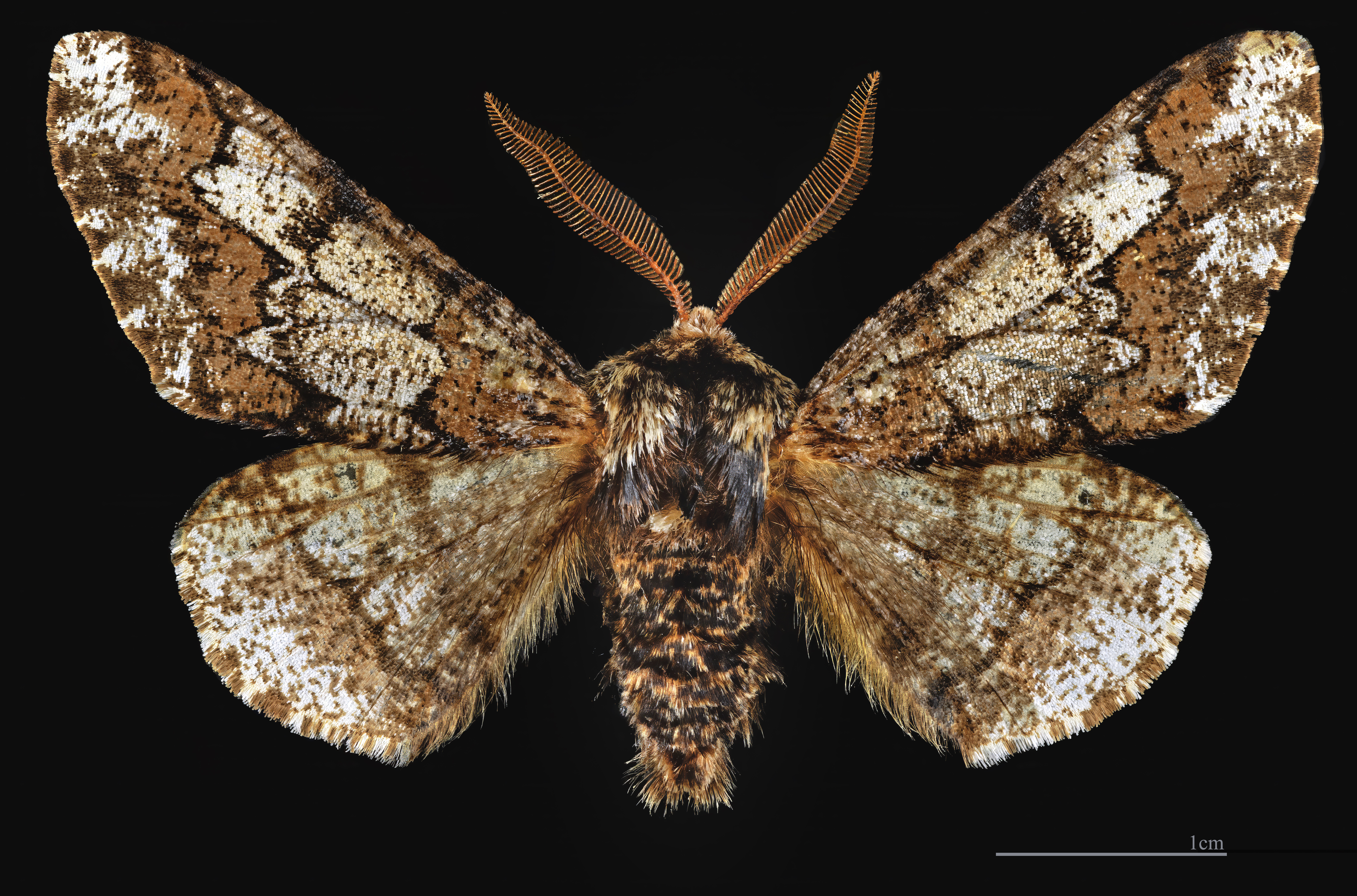
♂
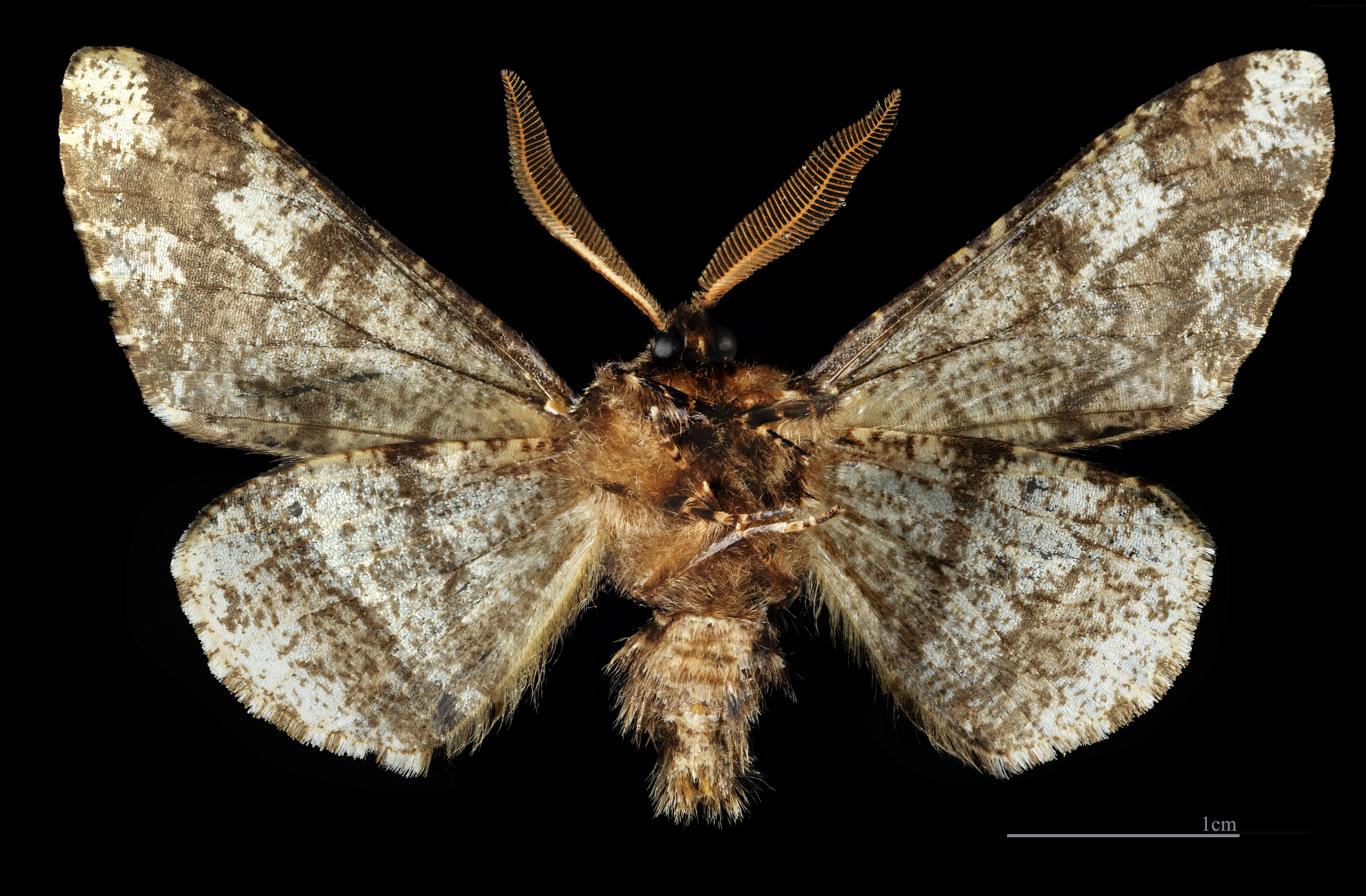
♂ Ventralansicht

Die Raupen erreichen eine Länge von bis zu 55 Millimeter. Die Färbung ist variabel und reicht von graubraun über lilabraun bis zu olivgrün. Der Raupenkörper besitzt am siebten und achten Segment seitlich je einen Rückenbuckel und darüber hinaus drei kleinere Buckel auf der Unterseite des Körpers. Am elften Segment befindet sich auch ein Querwulst. Der Rücken ist gelegentlich dunkel rautenförmig gezeichnet. Der stark eingekerbte Kopf ist rötlichbraun und stark eingekerbt.

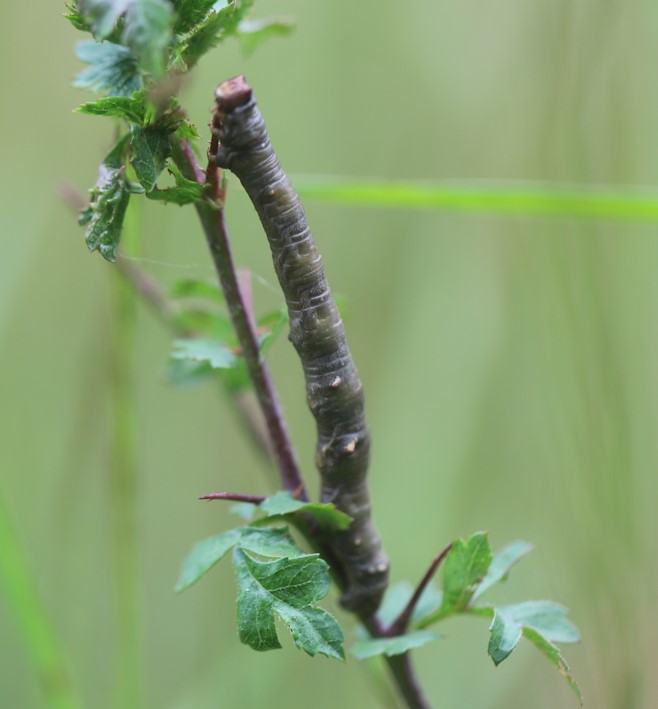
Raupe
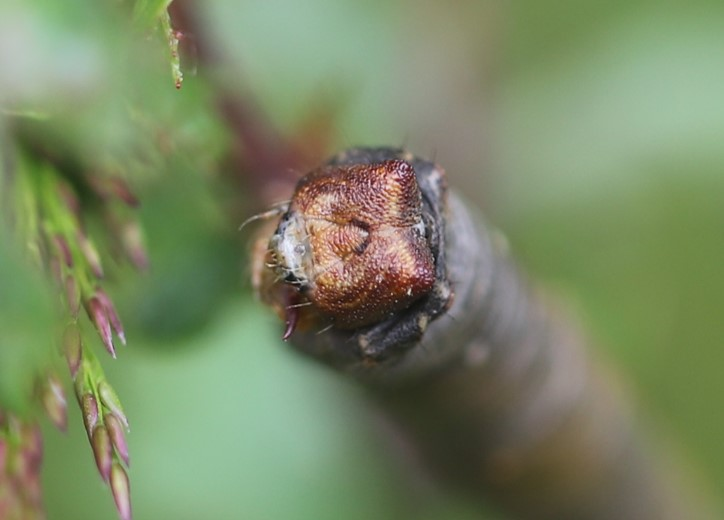
Raupe, Frontalansicht

### Ähnliche Arten
- Birkenspanner (Biston betularia)

### Unterarten
- Biston strataria meridionalis (Oberthür, 1913). Nordafrika.[2]
- Biston strataria strataria (Hufnagel, 1767)[3]
- Biston strataria hasegawai Inoue, 1955[4]

### Formen
- Biston strataria f. terraria Weymer. Mittel- und Saumfeld sind bräunlich verdunkelt.[5]
- Biston strataria f. robinearia Frings. Flügel schwärzlich verdunkelt und mit intakter Zeichnung.[5]
- Biston strataria mut. melanaria Koch. Flügel einfarbig tiefschwarz ohne Zeichnung, Körper ebenfalls schwarz. Die Flügel sind hellbraun. Melanistische Mutation.[5]

### Synonyme
- Phalaena strataria Hufnagel, 1767[6]
- P. marmorata Sulzer, 1776[4]
- P. prodromaria Denis & Schiffermüller, 1775[4]
- P. prodromaria nigricans Oberthür, 1913[4]
- P. vernalis Fourcroy, 1785[4]
- Biston stratarius Hufnagel, 1767[7]

## Vorkommen
Bergmann bezeichnet den Pappel-Dickleibspanner als die Leitart der Baumschicht älterer Bestände von Eichen in frischen Laubgehölzen warmer Lagen des Flach- und der Täler des Hügellandes. Er kommt lokal in ganz Europa mit Ausnahme des hohen Nordens und des äußersten Südens vor. Im Süden erstreckt sich sein Verbreitungsgebiet durch den gesamten Mittelmeerraum, die Balkanländer und das Schwarzmeergebiet bis Kleinasien und den Kaukasus. Im Norden findet man die Art bis ins südliche Fennoskandien. Sie ist häufig.

## Lebensweise
Die Weibchen legen die Eier auf den Blättern verschiedener Laubbäume ab. Die Raupen leben einzeln oder in Gruppen und ernähren sich polyphag von verschiedenen Laubbäumen oder Sträuchern wie
- Linden (Tilia)[1]
- Ulmen (Ulmus)[1]
- Birken (Betula)[1]
- Pappeln (Populus)[7]
- Schwarz-Pappel (Populus nigra)[1]
- Espe (Populus tremula)[7]
- Weiden (Salix)[1]
- Silber-Weide (Salix alba)[7]
- Purpur-Weide (Salix purpurea)[7]
- Sal-Weide (Salix caprea)[7]
- Ahorne (Acer)[1]
- Feld-Ahorn (Acer campestre)[7]
- Obstbäume, vor allem an Pflaume (Prunus)[1]
- Eichen (Quercus)[7]
- Stiel-Eiche (Quercus robur)[7]
- Rot-Eiche (Quercus rubra)[7]
- Schwarze Johannisbeere (Ribes nigrum)[7]
- Himbeere (Rubus idaeus)[7]
- Schlehe (Prunus spinosa)[7]
- Rote Heckenkirsche (Lonicera xylosteum)[7]

Die Raupen sind nachtaktiv und ruhen tagsüber auf einem Zweig der Futterpflanze. Der Raupenkörper ist dabei schräg nach vorn gestreckt, sodass er einem kleinen Zweig zum Verwechseln ähnlich sieht (Mimese).
Die Verpuppung erfolgt etwa Ende Juni in der Erde. Die Art überwintert als Puppe. Die Falter schlüpfen von Februar bis März im darauf folgenden Jahr. Diese sind nachtaktiv und werden von künstlichen Lichtquellen angezogen. Tagsüber ruhen sie an Stämmen oder verbergen sich in der Vegetation. Über die Nahrungsquellen der Falter ist nichts bekannt.

### Flug- und Raupenzeiten
Der Pappel-Dickleibspanner bildet eine Generation im Jahr, die von Mitte März, teilweise auch schon ab Ende Februar in Nächten mit Temperaturen um den Gefrierpunkt bis Anfang Mai fliegt. Die Raupen sind von Mai bis Juli, gelegentlich auch noch im August anzutreffen.